# Dactylorhiza longifolia
Dactylorhiza longifolia es una especie de orquídea terrestre de la familia Orchidaceae. Es natural de Europa y norte de Asia.
Es una planta que alcanza los 15-70 cm de altura con bellas flores de color violeta pálido. Están agrupadas en un racimo floral.

## Nombres comunes
- Español:
- Alemán:   Baltisches Knabenkraut
- Lituano: Baltijinė gegūnė
- Finlandia: Leveälehtikämmekkä

## Sinonimia
- Orchis longifolia Neuman (1909) (basiónimo)
- Orchis latifolia ssp. baltica Klinge (1898)
- Orchis baltica (Klinge) A. Fuchs (1919)
- Dactylorchis longifolia (Neuman) Verm. (1947)
- Dactylorchis baltica (Klinge) Verm. (1947)
- Dactylorhiza baltica (Klinge) N.I. Orlova (1970)
- Dactylorhiza majalis ssp. baltica (Klinge) H. Sund. (1980)

- Datos: Q5797415
- Multimedia: Dactylorhiza longifolia / Q5797415